# Деян Енев
Деян Енев е съвременен български писател.

## Биография и творчество
Роден е на 11 август 1960 г. в София. Завършил е английска гимназия и българска филология в Софийския университет „Св. Климент Охридски“. Женен, с две деца. Работил е като бояджия в Киноцентъра, нощен санитар, пресовчик във военен завод, учител.
Бил е журналист във вестниците „Марица“, „Новинар“, „Експрес“, „Отечествен фронт“, „Сега“ и „Монитор“.
Зад гърба си има над 2000 журналистически публикации: интервюта, репортажи, статии, очерци, фейлетони.
Две години е работил като копирайтър в рекламна агенция „Огилви и Мейдър“.
През 2010 г. в СУ „Св. Климент Охридски“ е участвал като лектор в курса по творческо писане, организиран със съдействието на издателя Георги Гроздев. През 2012 г. е лектор в юбилейното пето издание на семинара по творческо писане, организиран от фондация „Елизабет Костова“ в Созопол. Понастоящем е колумнист в „Портал Култура“.
Член на журито на националната награда за съвременна българска художествена проза „Хеликон“ през 2006 г.
Член на журито на наградата „Вик“ за български роман на годината при четвъртото ѝ издание – 2007 г.
Председател на журито на националната литературна награда за сборник с разкази „Минко Неволин“ през 2012 г.
Член на българското жури на Наградата за литература на Европейския съюз през 2011 г. и през 2014 г.
Председател на журито на Наградата „Чудомир“ за хумористичен разказ през 2020 г. и 2021 г.
През май 2016 г. е отличен с орден „Св. св. Кирил и Методий“ – първа степен.

## Творчество
Деян Енев е издал петнадесет книги, сред които няколко сборника с разкази: „Четиво за нощен влак“ (1987) – за която получава Наградата в конкурса за дебютна книга „Южна пролет“; „Конско евангелие“ (1992); „Ловец на хора“ (1994) – Годишната награда за белетристика на ИК „Христо Ботев“, преведена в Норвегия (1997); „Клането на петела“ (1997); „Ези-тура“ (2000) – Националната награда за българска художествена литература „Хр. Г. Данов“ и Годишната литературна награда на СБП; „Господи, помилуй“ (2004) – Голямата награда за нова българска проза „Хеликон“; и „Всички на носа на гемията“ (2005); „Градче на име Мендосино“ (2009) – Национална литературна награда „Милош Зяпков“, номиниран за наградата „Хеликон“; „7 коледни разказа“ (2009); „Българчето от Аляска. Софийски разкази“ (2011); „Внукът на Хемингуей“ (2013); „Малката домашна църква. Съвременни притчи“ (2014).
Сборникът му с избрани разкази „Всички на носа на гемията“ претърпява три издания (Изд. „Фама“, 2005; Изд. „Фабер“, 2007; Изд. „Сиела“, 2009). Лауреат на голямата награда „Златен ланец“ на в. „Труд“ за къс разказ през 2006 г.
През 2008 г. австрийското издателство „Дойтике“ издава в превод на немски сборник с негови избрани разкази под заглавие „Цирк България“. Преводът е дело на Норберт Рандов и Катрин Цемрих, послесловът и съставителството – на Димитър Динев.
Като свои учители в жанра на разказа Енев посочва: Йордан Йовков, Исак Бабел и Джеръм Дейвид Селинджър.